# Newcastle Knights
Els Newcastle Knights són un club professional de rugbi a 13 australià amb seu a Newcastle, Nova Gal·les del Sud. El club juga a la National Rugby League (NRL).
El club ha guanyat el campionat dues vegades (el 1997 i el 2001).